# Coffs Harbour City
Koordinaten: 30° 19′ S, 153° 7′ O

Coffs Harbour City ist ein lokales Verwaltungsgebiet (LGA) im australischen Bundesstaat New South Wales. Das Gebiet ist 1.173,7 km² groß und hat etwa 79.000 Einwohner.
Coffs Harbour liegt an der Ostküste des Staates etwa 540 km nördlich der Metropole Sydney und 400 km südlich von Brisbane. Das Gebiet umfasst 33 Ortsteile und Ortschaften: Arrawarra, Arrawarra Headland, Boambee, Boambee East, Bonville, Brooklana, Bucca, Bundagen, Coffs Harbour, Coramba, Corindi Beach, Emerald Beach, Karangi, Korora, Lowanna, Moonee Beach, Mullaway, Nana Glen, North Boambee Valley, Red Rock, Safety Beach, Sandy Beach, Sapphire Beach, Sawtell, Toormina, Ulong, Upper Orara, Woolgoolga und Teile von Barcoongere, Dirty Creek, Halfway Creek, Sherwood und Upper Corindi. Der Sitz des City Councils befindet sich in der Küstenstadt Coffs Harbour, die etwa 48.500 Einwohner zählt.

## Verwaltung
Der Coffs Harbour City Council hat neun Mitglieder, acht Councillor und ein Vorsitzender und Mayor (Bürgermeister), die von den Bewohnern der LGA gewählt werden. Coffs Harbour ist nicht in Bezirke untergliedert.